# Goniurosaurus catbaensis
Goniurosaurus catbaensis ist ein Reptil aus der Familie der Lidgeckos. Die Art ist auf der Insel Cát-Bà im Norden Vietnams endemisch und wurde erst im Jahr 2008 beschrieben. Das Artepitheton leitet sich aus dem Fundort ab. Goniurosaurus catbaensis ist die vierte aus Vietnam und die elfte weltweit beschriebene Art der Gattung Goniurosaurus.

## Merkmale
Goniurosaurus catbaensis unterscheidet sich von anderen Arten der Gattung Goniurosaurus durch eine Reihe von Merkmalen. So besitzt er einen sehr schlanken Rumpf und ebenso schlanke Glieder sowie ein dünnes, nach hinten ausgezogenes Nackenband. Zwischen den Ansatzstellen der Vorder- und Hinterbeine befinden sich drei bis vier dünne, ungefleckte und schmal dunkel gerandete Rückenbinden. Auf dem Rücken befinden sich mehrere Rückenhöcker, die jeweils von 8 bis 11 körnigen Schuppen umgeben sind. Die Tiere besitzen tiefe Achseltaschen und aus vier Schuppen bestehende Krallenscheiden. Vor der Kloake befinden sich 16 bis 21 Poren.
Die Internasalia fehlen, oberhalb des Auges befindet sich eine Reihe stark vergrößerter Supraorbitalhöcker und die äußere Oberfläche des oberen Augenlides besteht aus körnigen Schuppen mit 6 bis 9 vergrößerten Höckern, wobei diese Schuppen genauso groß sind wie die Schuppen auf der Kopfoberseite. Auch die Körperschuppen sind körnig ausgebildet.